# Finer Things
Finer Things è un singolo del rapper statunitense Polo G, pubblicato il 4 agosto 2018.

## Aneddoti
Il brano racconta della vita precedente di Polo G, formata da gang, odio e scontri. È stata scritta dall'artista mentre si trovava in un carcere minorile.

## Video musicale
Il video è stato registrato in collaborazione con Ryan Lynch, creatore di video musicali. Girato su una strada in mezzo edifici, in primo piano si vede il rapper rappare con dietro molti ragazzi e ragazze ballare o esibirsi 
Nel 2020 il video raggiunse 100 milioni di visualizzazioni su YouTube. Il giorno 27 giugno 2021, il video contava oltre centoquaranta milioni di visualizzazioni, rendendolo il secondo video più visto di Polo G dopo quello di Pop Out.

## Tracce
1. Finer Things – 3:02